# アンコールF
『アンコールF』（アンコール・ファイター、Encole Fighter）は、 テレビ朝日で放送していたドラマ再放送枠。
タイトルの「F」は「Fighter」を意味している。

## 放送時間
月曜 - 金曜10:30 - 11:25（以降、時間表記はすべてJST）

## 主な内容
過去にテレビ朝日系列で放送されたテレビドラマや時代劇、テレビアニメ（『クレヨンしんちゃん』のみ）が放送されていた。かつては『時代劇の殿堂』という再放送枠名だった。
原則月曜日 - 木曜日が時代劇、金曜日はドラマ（主に木曜ミステリー枠）を放送していた。
2014年4月1日から昼のワイドショー『ワイド!スクランブル・第1部』の開始時刻繰り上げ・拡大に伴い、3月28日を以て廃枠となった。
それから1年後の2015年3月30日には、『おはよう!時代劇』として、月曜 - 金曜4:00に再開。

## 放送した作品

### 時代劇
- 三匹が斬る!
- 暴れん坊将軍
- 八丁堀の七人
- 名奉行 遠山の金さん
- 子連れ狼
- 必殺仕事人2009
- 銭形平次
- 名奉行! 大岡越前
- 破れ奉行

### ドラマ
- 京都地検の女
- おみやさん
- 科捜研の女

### アニメ
- クレヨンしんちゃん

## 備考
- 当枠はSBを挟まず、後番組の『ワイド!スクランブル』の30秒予告・本編を接続する。
- 週末にスポーツ中継がある際は、その番宣が放送されるため、この番組の時間が2分縮小される。
- EPGや新聞などの番組表では、番組名のみが表記されている。局の公式ページでも同様。
- 祝日は主に『散歩シリーズ』[3]の拡大放送や『修造学園』等の特別番組を編成する関係で、原則として休止となる。ただし2013年3月20日は当初放送予定だったワールドベースボールクラシック2013決勝に日本が出場しないため急遽深夜に録画放送になったため祝日にもかかわらず通常通り放送された。
- 唯一のアニメとなる『クレヨンしんちゃん』再放送は権利の関係上、当時の本放送のエンディングテーマだった「全体的に大好きです。」が使用できず、「ママとのお約束条項」に差し替えて放送された（しかも各年ともに映画の宣伝および新作本放送予告の2尺分確保の影響から、短縮バージョン30秒だった。しかし最後の地上波再放送から18年後にあたる2022年には緩和されたようで、2022年2月11日祝日にCS放送・テレ朝チャンネルにてテレビアニメ放送開始30周年を記念した企画の一環として編成された特別番組「クレヨンしんちゃん30周年記念特番 ぶっ続け!13時間主題歌メドレー オラと歌えば～」にて、全体的 - がCSという形で20年ぶりに放送された）。